# Alan Van Sprang
Alan Van Sprang, né le 19 juin 1971 à Calgary (Alberta), est un acteur canadien.

## Biographie
Il est connu pour sa prestation dans Les Tudors en tant que Sir Francis Bryan.
Il interprète également un des personnages récurrents de la Saga des zombies de George A. Romero.
Il tient depuis 2016, le rôle de Valentin Morgenstern, le père de Clary dans la série Shadowhunters.

## Filmographie
- 1977 : Viper : Karl Warrick dans la saison 3
- 1999 : Psi Factor, chroniques du paranormal : Griffin dans la saison 4
- 2000 - 2001 : Soul Food : Les Liens du sang : le Dr Caldwell dans les saisons 1 et 2
- 2002 : Monk - (série télévisée) - Saison 1, épisode 5 (Monk va à la fête foraine (Mr. Monk Goes to the Carnival)) : Leonard Stokes
- 2002 : Narc : Michael Calvess
- 2003 : Contamination mortelle (Do or Die) : Tink
- 2004 : Anonymous Rex: Raal
- 2005 : Land of the Dead : Brubaker
- 2005 : Un mariage presque parfait (Confessions of an American Bride) (TV) : Mitchell Stone
- 2006 : Saw 3 : Chris
- 2007 : The Best Years : Lee Campbell dans la saison 1
- 2008 : Diary of the dead - Chroniques des morts-vivants : le Colonel
- 2009 : Les Tudors : Sir Francis Bryan (saison 3)
- 2009 : Flashpoint : Donald Mitchell dans la saison 2
- 2010 : Survival of the Dead : 'Nicotine' Crocket
- 2011 : Les Immortels : Dareios
- 2011 - 2012 : Jessica King (série télévisée) : Derek Spears
- 2012 : Beauty and the Beast : Bob
- 2013 : Saving Hope : Thomas Ford
- 2013 - 2015 : Reign : Le Destin d'une reine : Henri II de France (principal saison 1, récurrent saison 2)
- 2016 - 2019 : Shadowhunters : Valentin Morgenstern
- 2017 : Taken (série télévisée) : Mike Gilroy
- 2018 - 2019 : Star Trek: Discovery (série télévisée): Capitaine Leland
- 2019 : Nothern Rescue (série télévisée) : Rick Walker
- 2020 : Rédemption : Lance
- 2025 : Les Enquêtes de Murdoch : Selby Drew (saison 18, épisode 13)

## Voix françaises
| - Tony Joudrier dans : - Reign : Le Destin d'une reine (série télévisée) - Shadowhunters (série télévisée) - Star Trek: Discovery (série télévisée) et aussi - Patrick Gosselin dans Narc - Michel Mella dans Un mariage presque parfait (téléfilm) - Damien Ferrette dans Saw 3 - Lionel Bourget dans The Best Years (série télévisée) - Bernard Alane dans Les Tudors (série télévisée) |